# Wapen van Montferland

Wapen van Montferland

Het wapen van Montferland is het wapen van de gemeente Montferland. De beschrijving luidt:
"In zilver een leeuw van keel, getongd, genageld en gekroond van goud, en een schildzoom van sabel, beladen met negen bollen van goud. Het schild gedekt met een gouden kroon van vijf bladeren."

## Geschiedenis
Op 21 november 2005 werd dit wapen aan de gemeente toegekend toen de gemeente Bergh samengevoegd werd met de voormalige gemeente Didam. Men zag na de hereniging geen reden om nog langer een halve leeuw te voeren zoals dat in het Wapen van Bergh nog wel het geval was. Het huidige wapen is afgeleid van de Heren van Bergh. De oudste zegels met dat ontwerp dateren uit de jaren 1207 en 1245. Gedurende eeuwen wijkt het aantal penningen af van elf tot zestien, maar de oudste afbeeldingen geven er negen weer. Daarom koos men uiteindelijk voor negen penningen. De vijfbladige kroon schijnt toegevoegd te zijn bij het toekennen van stadsrechten voor 's Heerenberg. Het aantal bezanten en of deze bezanten nu munten of juist bollen zijn, daarover verschillen de meningen. Mr A.P. van Schilfgaarde, kenner van Bergh en zijn archief schreef in zijn boek "Het Huis Bergh" : Het wapen der heeren van Bergh in zijn eenvoudigsten vorm is: In zilver een goudgekroonde en genagelde roode leeuw, en een zwarte schildzoom, beladen met 9 of 11 penningen. Verder schrijft hij: Het aantal penningen in den schildzoom is wisselend; wij vonden er onder de zegels met 9, 11, 12?, 16 en 20 penningen; het werd door den stempelsnijder, al naarmate het met de ruimte uitkwam, vastgesteld, al zijn de meest voorkomende aantallen ? 9 of 11.
Volgens streekhistoricus J. Thoben verwijst het aantal van elf munten naar het jaartal 1100, het stichtingsjaar van het Koninkrijk Jeruzalem. Constantijn, de eerste heer van Bergh, tevens kruisvaarder, zou nauwe banden hebben gehad met Jeruzalem. De gemeenteraad bleef echter bij de negen munten, omdat dit aantal op de oudste zegels voorkomt.
Nog in 2013 vroegen twee inwoners een herziening aan van het wapen. Het college van burgemeester en wethouders gingen niet akkoord. De burgemeester verklaarde dat het wapen zorgvuldig tot stand is gekomen en nadien beoordeeld werd door de Hoge Raad van Adel. De Hoge Raad liet weten dat het besluit een Koninklijk Besluit is, dat niet meer gewijzigd wordt.